# اسطوخودوس فرانسوی
اسطوخودوس فرانسوی (نام علمی: Lavandula stoechas) نام یک گونه از سرده اسطوخودوس است.

## نگارخانه

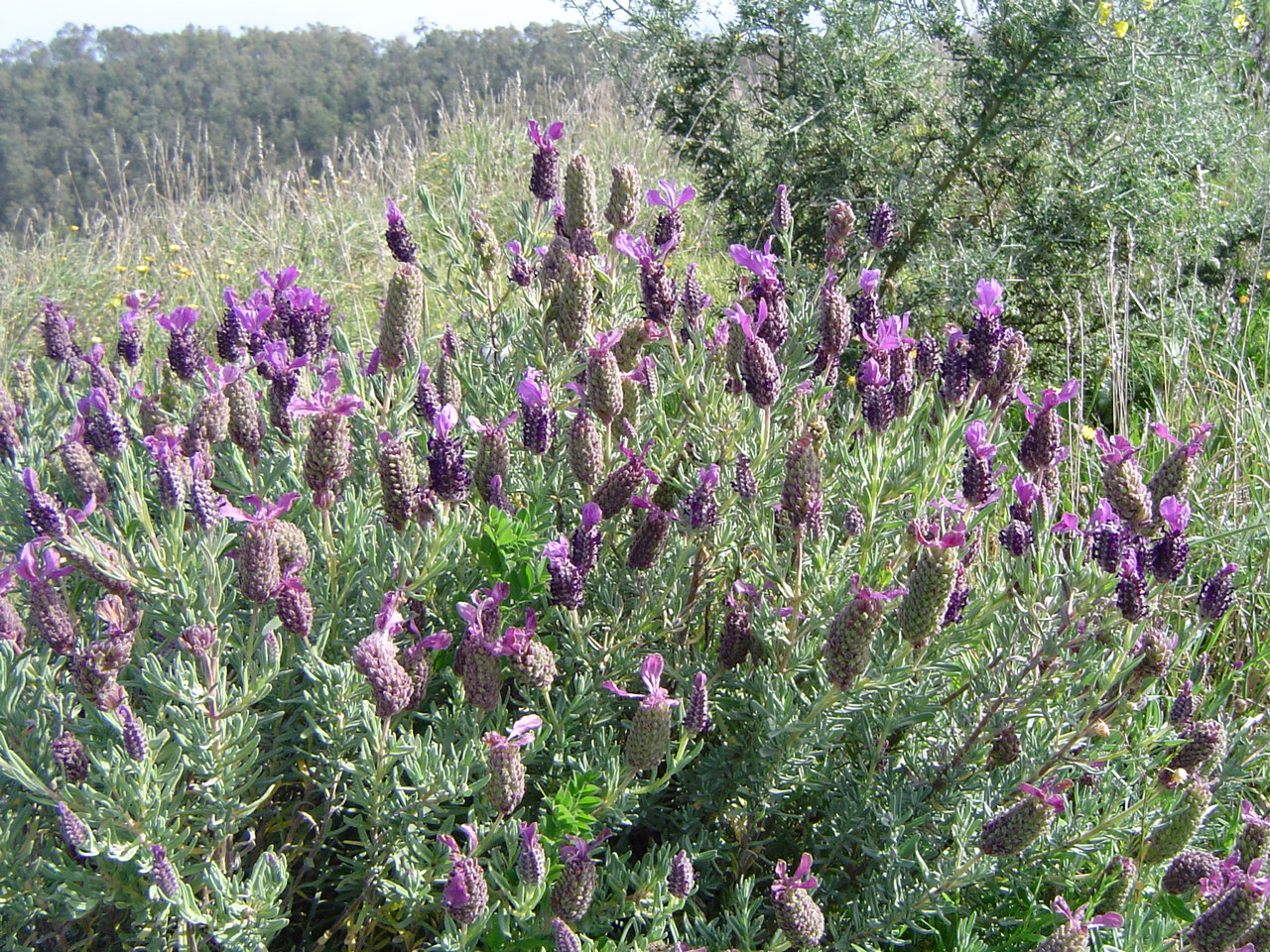
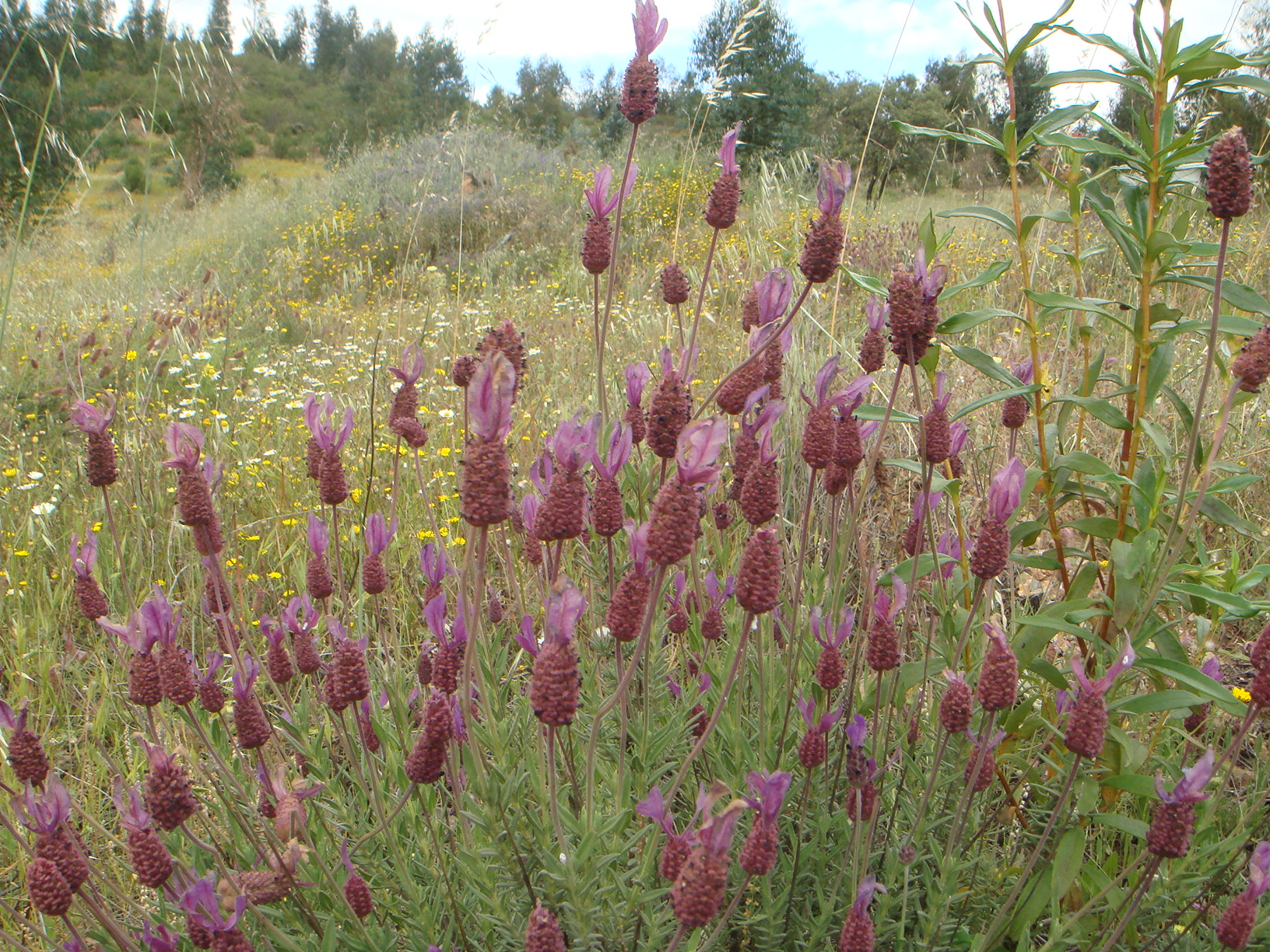
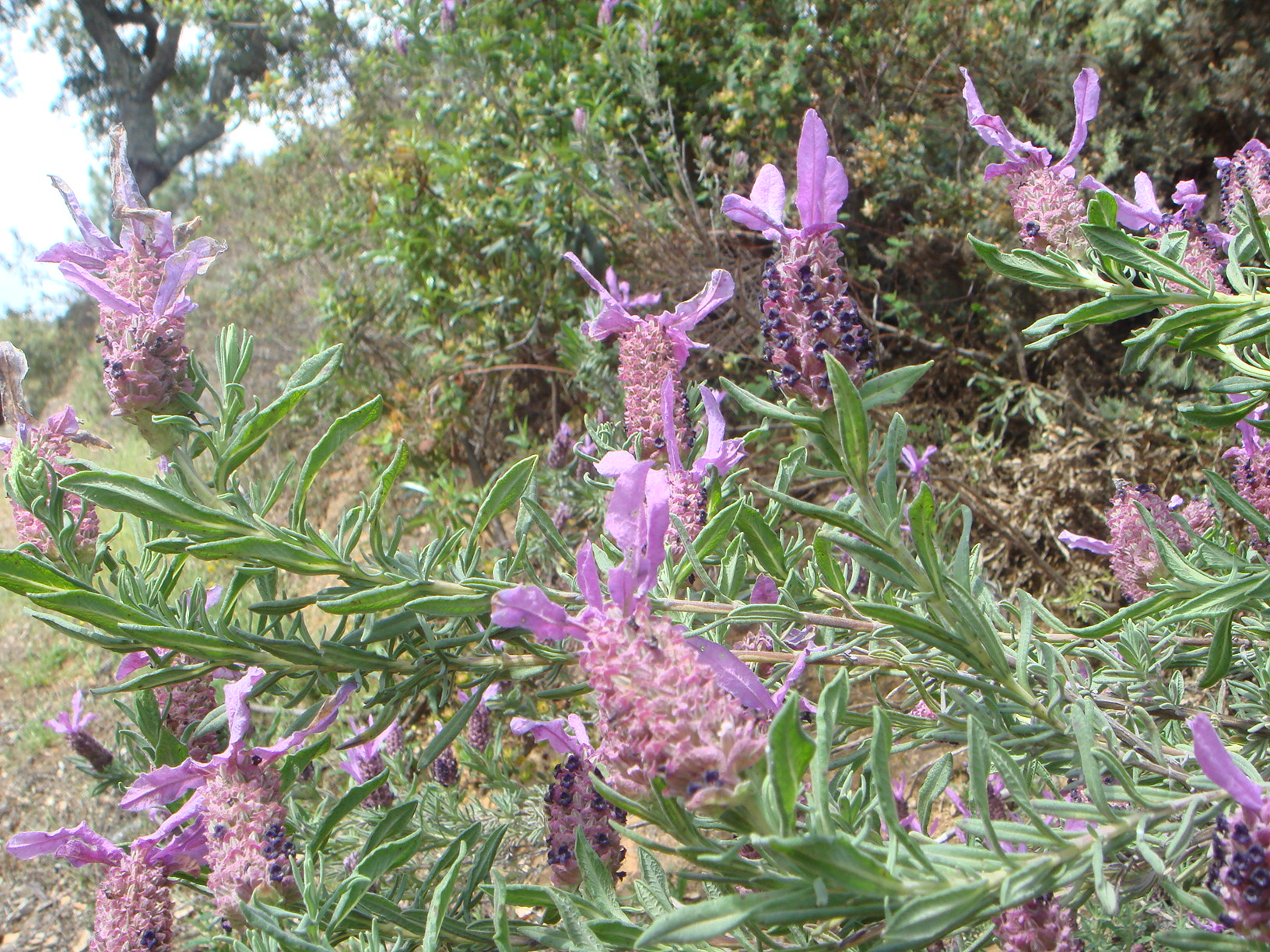
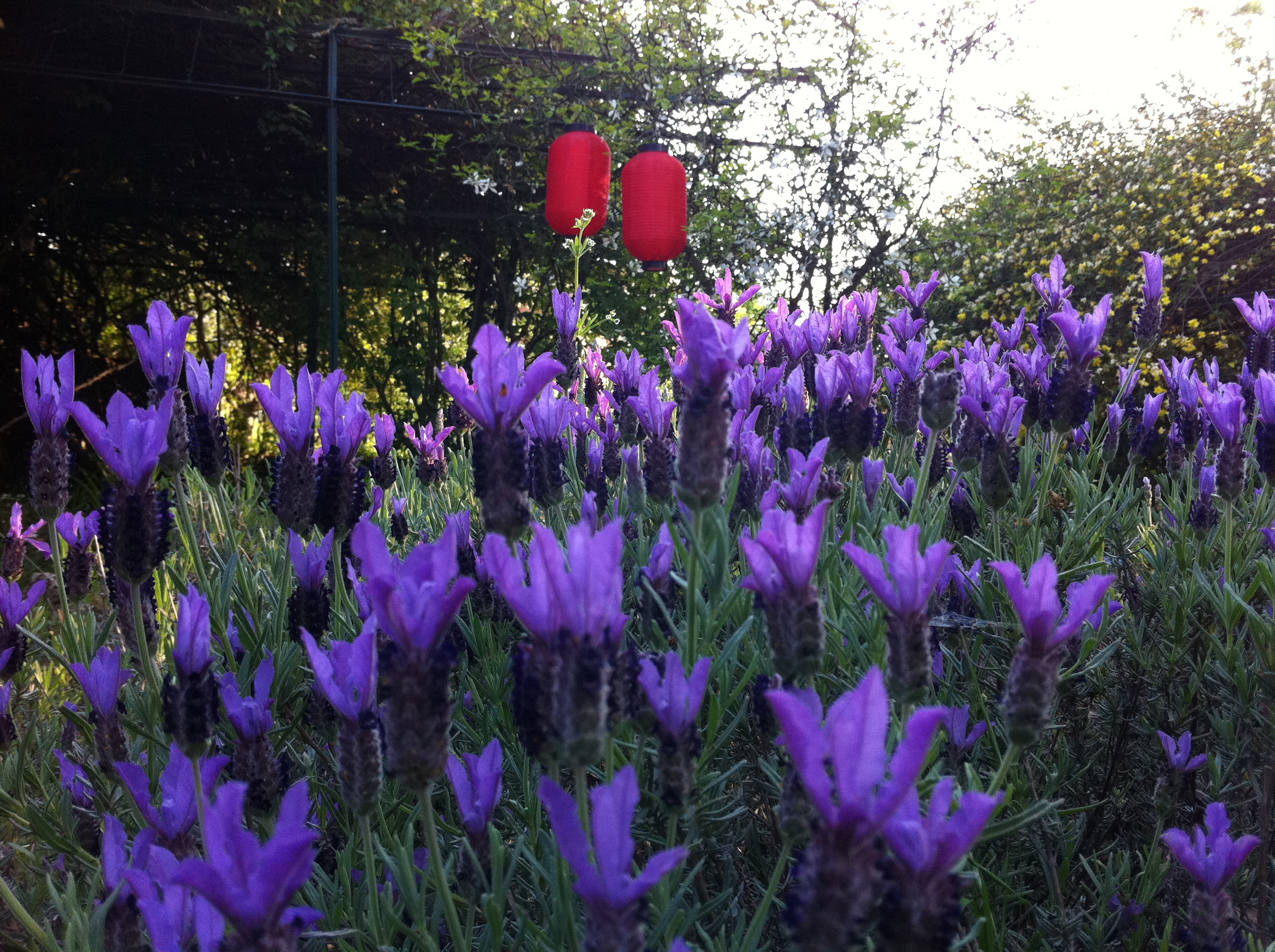